# Michael Roesch
Michael Roesch (24 aprile 1974) è un regista, sceneggiatore e produttore cinematografico tedesco.

## Biografia
Roesch è sempre stato appassionato di cinema, all'età di 12 anni iniziò a girare alcune pellicole da 8 mm.
Durante gli anni del college, lavorò come giornalista per diverse riviste e giornali di cinema.
Negli anni successivi alla maturità, cominciò a lavorare con l'amico e sceneggiatore Peter Scheerer, riscuotendo un notevole successo.
Gli ultimi film prodotti, scritti o girati da Roesch sono Alone in the Dark II, Alone in the Dark e House of the Dead.

## Filmografia

### Regista
- Brotherhood of Blood (2007)
- Alone in the Dark II (2009)

### Sceneggiatore
- Alone in the Dark (2005)
- House of the Dead 2 (2005)
- Brotherhood of Blood (2007)
- Far Cry (2008)
- Alone in the Dark II (2009)

### Produttore
- House of the Dead (2003)
- BloodRayne (2005)
- In the Name of the King (In the Name of the King: A Dungeon Siege Tale, 2007)
- Bloodrayne: The third Reich (2010)
- Bluberella (2011)
- Giuramento di sangue (2013)